# قناة تمازيغت (المغرب)
قناة تمازيغت (باللغات الأمازيغية: ⵜⴰⵎⴰⵣⵉⵖⵜ) (تسمى أيضاً الثامنة) هي قناة فضائية عمومية باللغة الأمازيغية بدأ بثها التجريبي يوم 6 يناير 2010 والبت الفعلي يوم 1 مارس 2010 وهي من بين قنوات الشركة الوطنية للإذاعة والتلفزة المغربية وتحظى بمتابعة من طرف المغاربة الناطقين بالأمازيغية داخل وخارج المغرب. 90% من برامجها باللغة الأمازيغية بروافدها الثلاث (تمازيغت، تشلحيت، تريفيت) بالإضافة إلى برامج حول الثقافة الأمازيغية بلغات أخرى. تبث يومياً من منتصف النهار إلى منتصف الليل.

## برامج القناة
- تروا ن تمازيغت: برنامج يهتم بالشباب الأمازيغي.
- امصاواض: برنامج حواري.
- امررا: برنامج حواري.
- انموقار ن تونونت: برنامج رياضي.
- اسارك ن امزيان: برنامج للأطفال.
- تيرزاف: برنامج موسيقي.
- تيروريوين: سهرة فنية.
- اغبولا: برنامج ثقافي.
- أميري برنامج تعليمي.
- أبريد نثران برنامج ثقافي.
- توادا برنامج وثائقي.
- تودرت ن إمازيغن برنامج ثقافي
- تينوبكا برنامج ترفيهي

## مسلسلات من إنتاج القناة

### مسلسلات سنة 2012
- كار أمود
- تيكمي مقورن

### مسلسلات سنة 2013
- تلاتيك

### مسلسلات سنة 2014
- ميمونت
- ايكاتين يان اوزمز

### مسلسلات سنة 2015
- تامنت إرزاكن
- الوريث الوحيد
- ناس نقرة ونحاس

### مسلسلات سنة 2016
- أمان إروفان
- تودرت
- ثموايت

### مسلسلات سنة 2017
- إمطاون سميضنين
- تادمنين درنين
- فرصة العمر
- المفتش قاسم
- إغ ايكوت الهم ار اصتطا

### مسلسلات سنة 2018
- تيدرت لحنا
- نيكرو
- أكلمام
- القناع
- تمازالت

### مسلسلات سنة 2019
- أغبالو
- خطوط رفيعة
- سدي موحى
- حادة

### مسلسلات سنة 2020
- اكفاي اسڭان

### مسلسلات سنة 2021
- بابا علي
- سورفي أيلي
- إمنغي ووشان
- مغريضو

## سيتكومات من إنتاج القناة
- خاطر الواليد
- البخيل والمسرف
- تويسي
- همو بوتمكرسين
- 2 دي 2
- ماني داش تودار
- البخيل والمسرف
- تار صاحت د لهنا واها

## مسلسلات الرسوم المتحركة

### باللغة العربية
- همتارو
- دبدوب المحبوب
- ستروبري شورت كيك
- دروبي مع دوريمي

### باللغة الشلحية والأمازيغية
- همتارو
- مغامرات حنين
- إيداتين جمب